# Ахамаки
Ахамаки (англ. Aughamucky) — небольшая деревня в Ирландии, расположенная в графстве Килкенни (провинция Ленстер) у национальной дороги N78, примерно в трёх километрах от Каслкомера.
Её население ранее составляли шахтёры и их семьи, но ранее действующие близ неё угольные шахты, где добывали антрацит, были выработаны, а в 2007 году в Каслкомере был открыт исторический музей.
По данным переписи 1901 года, население деревни составляло 126 человек, большую часть из которых составляли уже фермеры. 